# NGC 434A
NGC 434A is een balkspiraalstelsel in het sterrenbeeld Toekan. Het hemelobject ligt in de buurt van NGC 434.

## Synoniemen
- PGC 4344
- ESO 113-24